# Andrew Landenberger
Andrew Landenberger est un skipper australien né le 15 septembre 1966 à Grafton.

## Carrière
Andrew Landenberger obtient une médaille d'argent olympique dans la catégorie des Tornado lors des Jeux olympiques d'été de 1996 à Atlanta en compagnie de son coéquipier Mitch Booth.